# 限妻制
限妻制即為伊斯蘭教的一夫多妻制，明示一個男穆斯林最多只能娶四妻，因此伊斯蘭的多妻制不像其他的多妻制那樣沒有限制妻子人數。
古蘭經4章3節記載：
「如果你們恐怕不能公平對待孤兒，那麼，你們可以擇娶你們愛悅的女人，各娶兩妻、三妻、四妻；如果你們恐怕不能公平地待遇她們，那麼，你們只可以各娶一妻，或以你們的女奴為滿足。這是更近於公平的。」